# Transitio ad plebem

La transitio ad plebem est, en droit romain, la procédure par laquelle un patricius (patricien) est transféré à la plèbe.
Si le citoyen concerné est un sui iuris (non soumis à la patria potestas d'un pater familias), la transitio ad plebem a lieu par arrogatio ou adrogatio (arrogation ou adrogation) ; dans le cas contraire, la transitio ad plebem requiert l'adoptio (adoption) du patricien par un plébéien qui peut le libérer de sa patria potestas par l'emancipatio (émancipation).